# Агнес Атим Апеа
Агнес Атим Апеа — угандийская социальная предпринимательница и политик. Она основательница инициативы Hope Development Initiative и была включена в список 100 женщин Би-би-си в 2017 году. На всеобщих выборах 2021 года она была избрана в парламент Уганды в качестве представителя женщин округа Амолатар от Движения национального сопротивления.

## Образование и карьера
У Апеа есть степень доктора философии в области международного развития Редингского университета и степень магистра Университета мучеников Уганды в области исследований в области развития.
Апеа председатель Финансовой комиссии местного самоуправления, а также основательница и главный исполнительный директор Hope Development Initiative, которая продвигает рисоводство для женщин-фермеров в нескольких районах Уганды. Эта деятельность принесла ей прозвище «Мама Рис». Её организация организовала в Уганде сельскохозяйственные кооперативы и стремится занять значительную долю рынка. Помимо риса, кооперативы также работают с семенами, используемыми для производства растительного масла и продуктов из маниоки.
Она также представителяет женщин в парламенте от округа Амолатар в Северной Уганде.
В 2017 году она вошла в список 100 женщин Би-би-си. Апеа узнала об этом, когда присутствовала на 7-м Африканском саммите по торговле зерном в Танзании, заявив, что именно потому, что она продвигала социальную справедливость и обучала молодых женщин, она стала одной из участниц программы.
В одиннадцатом парламенте Уганды она заместитель председателя Комитета по сельскому хозяйству, животноводству и рыболовству.